# All Along the Watchtower
〈All Along the Watchtower〉는 미국의 싱어송라이터 밥 딜런이 작곡한 곡이다. 이 곡은 1967년 그의 음반 《John Wesley Harding》에 처음 등장했으며, 이후 딜런의 히트곡 대부분에 수록되었다. 1970년대 후반부터 그는 다른 어떤 노래들보다 더 많이 이 곡을 연주했고, 딜런의 라이브 음반 4장에 다른 버전이 나온다.
다양한 장르의 수많은 아티스트들이 커버하고 있는 〈All Along the Watchtower〉는 지미 헨드릭스가 지미 헨드릭스 익스피리언스와 함께 음반 《Electric Ladyland》를 위해 녹음한 해석과 강하게 동일시된다. 딜런의 원곡 녹음 이후 6개월 만에 발매된 헨드릭스 버전은 1968년 싱글 차트 20위 안에 들었고 《롤링 스톤》의 역사상 가장 위대한 노래 500곡에서 47위에 올랐다.